# ラース・レーヴィ・レスターディウス

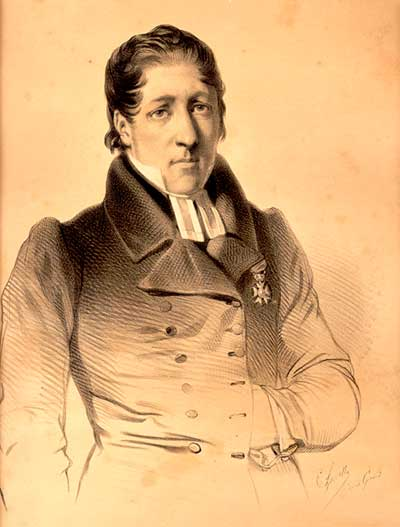
ラース・レーヴィ・レスターディウス

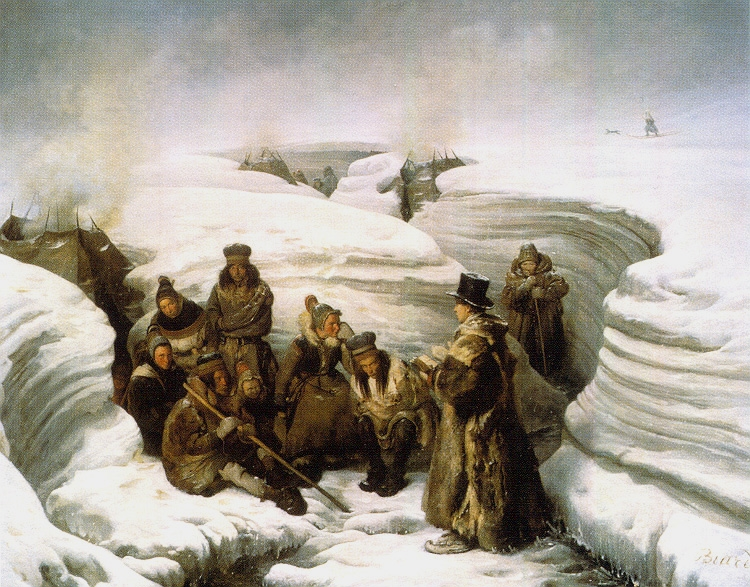
サーミ人に説教する姿を描いた絵画
(画) フランソワ＝オーギュスト・ビアール

ラース・レーヴィ・レスターディウス（Lars Levi Læstadius、1800年10月1日 - 1861年2月21日）は、スウェーデンのルーテル派の牧師、ラップランドの改革者、植物学者である。

## 略歴
スウェーデンのラップランドのJäckvikにスウェーデン人の猟師とサーミ人の母親の間に生まれた。1820年からウプサラ大学で神学と植物学を学んだ。何度か植物採集旅行を行い、ラップランドの植物についての研究を発表した。1825年にスウェーデン・ラップランドのカレスアンドの牧師となった。カレスランドでも植物学の研究を続け、極地植物の専門家として知られるようになった。
牧師としてはサーミ人のアルコール依存症から脱する啓蒙活動に取り組み、サーミ人の改革に取り組む女性Milla Clementsdotterに出会った後、宗教的体験をし、禁酒運動は北スカンディナヴィアで多くの支持者を集める物となった。サーミ人の民族的な不満も加わり、レスターディウスの支持者は1852年に、ノルウェーのカウトケイノで "Kautokeino Rebellion"（カウトケイノの反乱）と呼ばれる流血の事件を引き起こした。
"Laestadianism"（レスターディウス派）と呼ばれるレスターディウスに影響を受けた厳格な道徳的基準を求める改革派はフィンランドなどに15万人の信徒がいると推定されている。
ヤナギ科の種、Salix laestadiana などに献名されている。

## 著作
- Fragments of Lappish Mythology (1997) ISBN 0-9685881-9-0
- The Voice of One Crying in the Wilderness (A Periodical Published in the Years 1852-1854) [Hardcover]  (in original Swedish, Ens ropandes röst i öknen 1852-1854)